# Kodambi, Sorab
Kodambi là một làng thuộc tehsil Sorab, huyện Shimoga, bang Karnataka, Ấn Độ.